# Сошище
Сошище (укр. Сошище) — село в Шумской городской общине Кременецкого района Тернопольской области Украины.
До 2020 года входило в Шумский район.
Население по переписи 2001 года составляло 177 человек. Почтовый индекс — 47112. Телефонный код — 3558.